# Висш военен съд на Бразилия
Висшият военен съд (на португалски: Superior Tribunal Militar) е едно от висшите специализирани федерални съдилища в Бразилия – най-висока инстанция, под чиято юрисдикция попадат деяния, обявени със закон за военни престъпления.
Състои се от 15 съдии, назначавани от президента на Бразилия, след като номинациите им бъдат одобрени от Федералния сенат. Трима от съдиите във Висшия военен съд се назначават измежду висшите офицери на бразилските военноморски сили, четирима са висши офицери от сухопътните войски, а трима са висши офицери от военновъздушните сили на Бразилия. Останалите петима съдии са цивилни магистрати, които са на възраст над 35 години.